# Aarslev
Aarslev é um município da Dinamarca, localizado na região central, no condado de Fiónia.
O município tem uma área de 74 km² e uma  população de 9 365 habitantes, segundo o censo de 2005.